# Tsovazard
Tsovazard (in armeno Ծովազարդ?, fino al 1978 Mukhan) è un comune dell'Armenia di 2 177 abitanti (2009) della provincia di Gegharkunik.